# Cophyla rava
Cophyla rava es una especie de anfibio anuro de la familia Microhylidae.

## Distribución geográfica
Esta especie es endémica de la región de Sava en Madagascar. Se encuentra en el Parque nacional de Marojejy a unos 1326 m sobre el nivel del mar.

## Descripción
Esta especie mide de 17 a 19 mm.

## Etimología
El nombre específico rava proviene del latín ravus, que significa gris-amarillo, con referencia al color ventral característico de esta especie. 

## Publicación original
- Glaw, Köhler & Vences, 2012 : A tiny new species of Platypelis from the Marojejy National Park in northeastern Madagascar. European Journal of Taxonomy, vol. 9, p. 1-9[3]